# Walerian Antoni Żaba
Walerian Antoni Żaba herbu Kościesza (zm. 16 lutego 1753 roku)  –  marszałek Trybunału Głównego Wielkiego Księstwa Litewskiego w 1742 roku, kasztelan brzeskolitewski od 1731 roku, kasztelan połocki od 1736 roku, starosta starodubowski w latach 1729–1732.
Trzeci syn Hieronima, podwojewodzica połockiego, brat posła Jozafata i Jana Kazimierza, wojewody mińskiego. Był chorążym husarskim, kilkakrotnie posłem na sejm walny i deputatem Trybunału Skarbowego Wielkiego Księstwa Litewskiego, raz marszałkiem tego Trybunału. 
Poseł na sejm 1730 roku z powiatu starodubowskiego.
W 1734 r. Walerian Żaba od Aleksandra Sapiehy nabył Łużki. Tu na mocy testamentu kasztelana Żaby z 24 sierpnia 1741 r. w latach 1744–1756 wzniesiono kolegium pijarów i kościół pw. św. Michała Archanioła. 
Syn Waleriana, Jan, również starosta starodubowski, był ojcem Tadeusza.